# Stomopteryx flavipalpella
Stomopteryx flavipalpella is een vlinder uit de familie tastermotten (Gelechiidae). De wetenschappelijke naam is voor het eerst geldig gepubliceerd in 1959 door Jackh.
De soort komt voor in Europa.